# Thaumasura annulicornis
Thaumasura annulicornis är en stekelart som först beskrevs av Cameron 1912.  Thaumasura annulicornis ingår i släktet Thaumasura och familjen puppglanssteklar. Inga underarter finns listade i Catalogue of Life.